# Unicode Systems
	UNICODE SYSTEMS, s.r.o. je česká firma, která provozuje pokladní a řídicí systémy v ropném a plynárenském průmyslu v 11 zemích Evropy. Je dominantním dodavatelem informačních systémů pro retail čerpacích stanic pohonných hmot v České republice a v dalších devíti zemích Evropy.[zdroj?]
Společnosti patří mezi leadery tohoto odvětví na středoevropské úrovni. Její technologie je v provozu na více než 5 000 čerpacích stanicích a několika desítkách centrál petrolejářských společností.

## Historie
Společnost Unicode Systems byla založena v roce 1990 v Třebíči Miroslavem Stříbrským, generálním ředitelem.

## Produkty
Mezi hlavní produkty firmy patří:
- informační systémy pro veřejné čerpací stanice (POS a BOS systémy)[4]
- bezobslužné platební terminály (OPT)[5]
- systémy pro veřejné i neveřejné čerpací stanice
- věrnostní systémy
- systémy pro centrální řízení čerpacích stanic (HOS)
- centrální systémy pro řízení platebních karet (Card Management systémy, Autorizační centrum)
- kompetenční centrum poskytující plnou IT a provozní podporu vlastních systémů i systémů třetích stran